# Ventura (Califórnia)
Ventura, formalmente conhecida como San Buenaventura, é uma cidade localizada no estado norte-americano da Califórnia, no condado de Ventura, do qual é sede. Foi incorporada em 2 de abril de 1866.

## Geografia
De acordo com o United States Census Bureau, a cidade tem uma área de 83,1 km², onde 56,1 km² estão cobertos por terra e 27 km² por água.

## Demografia
Segundo o censo nacional de 2020, a sua população é de 110 763 habitantes e sua densidade populacional é de 1 898,11 hab/km². É a quarta cidade mais populosa do condado de Ventura. Possui 42 827 residências, que resulta em uma densidade de 763,77 residências/km².